# 富山ブラック

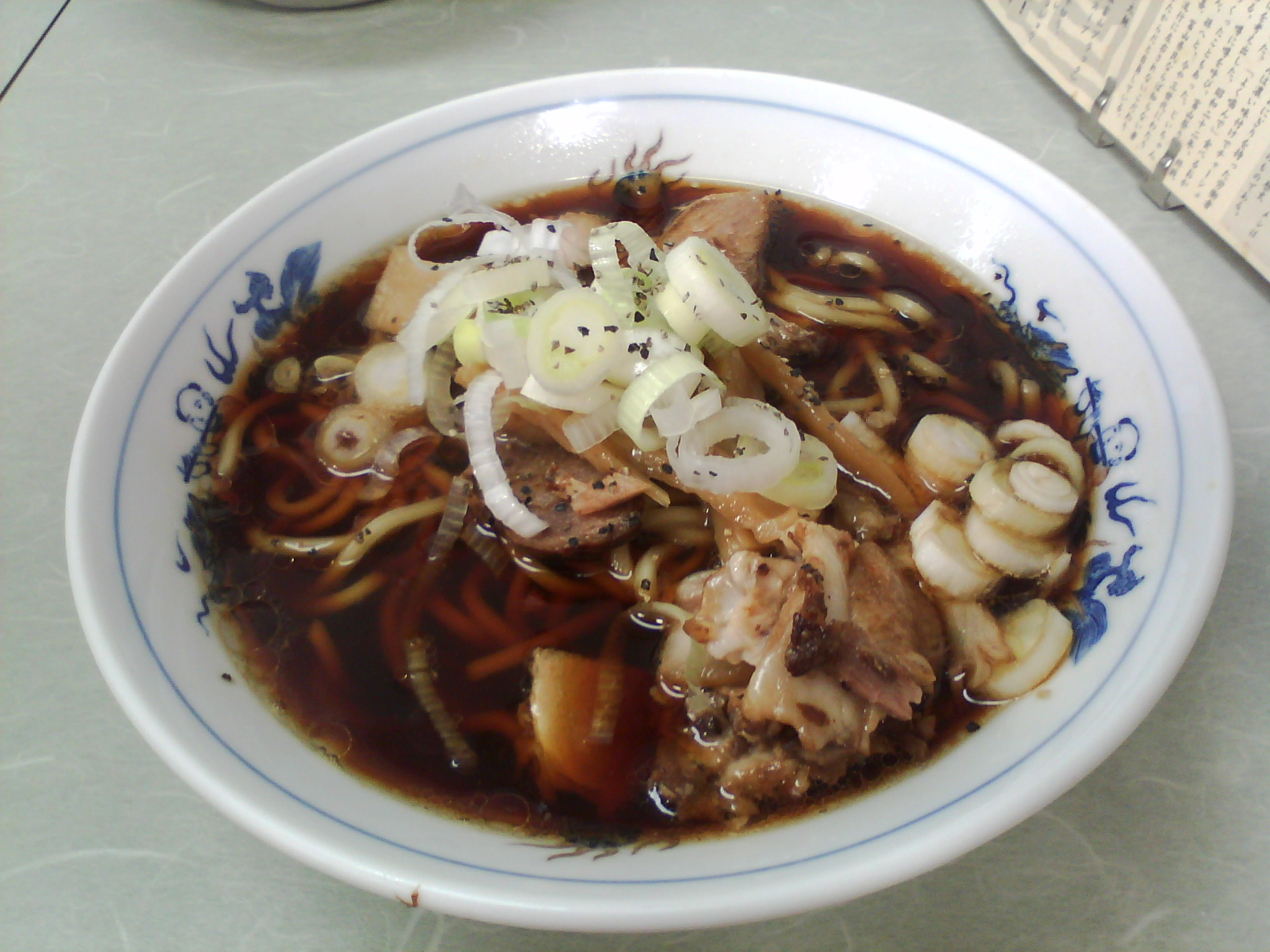
大喜の富山ブラック

富山ブラック（とやまブラック）は、富山県富山市中心部発祥のご当地ラーメンである。

## ルーツ
1955年頃、富山市中心部で富山大空襲の復興事業に従事していた食べ盛りな若者のランチとして、また汗をかく肉体労働者のための塩分補給として、醤油を濃くしたスープのラーメンを作ったのがルーツである。この時は屋台であったが、後に屋号を「大喜」として富山市西町に店を構えた。2000年頃、当時の店長が閉店を決意したが、有限会社プライムワンが屋号を買い取り、「西町大喜」の店名で多店舗展開した。
この頃、富山のラーメン情報を扱う草の根の電子掲示板で、「大喜」に加え「麺家いろは」「竜豊(現在は閉店)」「めん八」「万里」といった富山県内の比較的黒いスープのラーメン屋を総称して富山ブラックと呼ぶようになった。これらの店舗の中には、当初違う種類のラーメンを提供していた店や「中華料理店」の類であったものが、注目度の上昇に合わせて富山ブラックに主軸をシフトしたところも少なくない。

## 特徴
「ご当地ラーメン」ではあるが、富山市内の特定の店舗のラーメンが発祥であり、もとより富山県内で色の濃いスープのラーメンがメジャーだったわけではない。ご当地ラーメンとして知名度を獲得し、提供される店舗が大幅に増えた現在も、シェアの面で多数派の地位を得るには至っていない。
元々肉体労働や運動後の塩分補給、あるいは飯を添えて食べることを意識した味付けであり、総じて塩辛い味付けであることが特徴。この味付けは客が店に飯を持ち込み、ラーメンをおかずとして食べるというスタイルの中で生まれたものである。飯持ち込みが当たり前であった誕生当時の伝統を引き継ぎ、発祥の地である「大喜」西町本店ではライスをメニューに含めていない（大喜の他店舗や後発のラーメン店ではほとんどがライス注文可能）。盛りのサイズは大と小があるが、一般的には小で他のラーメン店の並の大きさである。
スープは醤油の濃度が高く、さらに上から大量の粗挽き黒胡椒をかけられており、胡椒の風味が強い塩辛さを引き立てている。トッピングはメンマ、ノリ、など普通のラーメンと変わりはないが、比較的ネギの量が多い。またメンマがかなり塩辛い場合がある。麺は太く、少し固めの店が多い。元祖である大喜のスープはかなり塩辛いが、それ以外の店では塩辛さは比較的抑えられている。
余りに塩辛すぎるため味の賛否は分かれ、否定派からはガッカリラーメン扱いされることもある。

## メディア・広域展開など
「ラーメン評論家」として知られる大崎裕史は自著『無敵のラーメン論』でご当地ラーメンとして触れているほか、All Aboutのラーメンガイド、ぐるなびラーメンコラムなどで数度話題に取り上げている。
『美味しんぼ塾 ラーメン道〜日本全県グランプリ〜』（2007年1月16日、フジテレビ）に中部代表として富山市の「喜八」が出場して富山ブラックを披露した。
2007年には明星食品から、2009年には十勝新津製麺と寿がきや食品から、2010年には日清食品からそれぞれ富山ブラックを再現したカップ麺およびチルド麺が全国発売されている。店舗で供されるものと比べて、塩辛さは抑えられ、普通のラーメンに近い。
東京ラーメンショーで2009年から3年連続売上1位を記録するなど、県外への積極的な営業展開で知られるのが「麺家いろは」（射水市）である。現在は京都府、神奈川県、愛知県にも店舗を構えるほか、日本各地の物産展に出店している。海外では台湾や香港、タイにも積極的に店舗を展開している。